# Andira galeottiana
Andira galeottiana är en ärtväxtart som beskrevs av Paul Carpenter Standley. Andira galeottiana ingår i släktet Andira och familjen ärtväxter. IUCN kategoriserar arten globalt som sårbar. Inga underarter finns listade i Catalogue of Life.